# Sead Alić
Sead Alić (Donja Vraca, Zenica, Bosna i Hercegovina 17. ožujka 1956.), hrvatski filozof i književnik. Živi i radi u Zagrebu.

## Životopis
Obrazovanje
Magisterij iz filozofije na Filozofskom fakultetu u Zagrebu: Iskustvo estetičke misli Waltera Benjamina.

Doktorat iz književnosti na Filozofskom fakultetu u Rijeci: Književnost i filozofija, od zavođenja do manipuliranja medij(ima).

Doktorat iz filozofije na Filozofskom fakultetu u Zagrebu: Filozofija medija Marshalla McLuhana.
Radno iskustvo
Radio u izdavačkoj kući August Cesarec, na Radiju 101, na Veleučilištu Vernu i Veleučilištu u Krapini, te Sveučilištu Sjever.

Redoviti profesor na Sveučilištu Sjever.

## Znanstveno-nastavni rad
- Predaje uglavnom predmete vezane uz filozofiju, filozofiju medija, odnosno medije i teorije medija.[3]
- Voditelj Centra za filozofiju medija i mediološka istraživanja.[4]
- Voditelj Sekcije za filozofiju medija Hrvatskog filozofskog društva.[5]
- Glavni urednik međunarodnog znanstvenog časopisa In medias res.[6]
- Jedan od predsjednika organizacijskog i programskog odbora simpozija filozofije medija 2010. – 2023.[4]
- Član Hrvatskog Društva Pisaca 2017.[7]

## Objavljene knjige
Sve knjige su navedene na.
- Rođenje tragedije iz duha novokomponirane glazbe, Phenomena, Zagreb, 1999. ISBN 953-96027-0-X.
- Mediji, od zavođenja do manipuliranja, Biblioteka Tragom struke. AGM, Zagreb, 2009. ISBN 978-953-174-352-5.
- McLuhan, najava filozofije medija, CFM, Zagreb, 2010. ISBN 978-953-56314-0-8.
- Rječnik epohe, CFM, Zagreb, 2010. ISBN 978-953-56314-1-5.
- Masmediji, zatvor bez zidova, CFM, Zagreb, 2012. ISBN 978-953-56314-2-2.
- Masmedijski fundamentalizam, Sveučilište Sjever, Varaždin/Koprivnica, 2014. ISBN 978-953-7809-24-9.
- Ničeansko Novinarstvo, Sveučilište Sjever, Varaždin/Koprivnica, 2016. ISBN 978-953-7809-39-3.
- Medij jezika,  Biblioteka Teorija medija, Nakladnik Ras press d.o.o., Nikšić, Crna Gora, 2016. ISSN 1800-8577 (serijska publikacija knjige).
- Razgovori s učiteljem, Bošnjačka nacionalna zajednica za Grad Zagreb i ZG županiju, Zagreb, 2016. ISBN 978-953-7922-07-8.
- Islam na nišanu, Bošnjačka nacionalna zajednica za Grad Zagreb i ZG županiju, Zagreb, 2017. ISBN 978-953-7922-12-2.
- The Philosophy of Media is the Message, LAP LAMBERT Academic Publishing, Saarbrücken, Germany, 2019. ISBN 978-613-9-44393-2.
- Masovna proizvodnja narcizma, Sveučilište Sjever i CFM, Zagreb, 2019. ISBN 978-953-8248-02-3.
- The Road to a New Totalitarianism, LAP LAMBERT Academic Publishing, Saarbrücken, Germany, 2021. ISBN 978-620-3-47137-3
- Bog u nacionalnom dresu, Sveučilište Sjever, Varaždin/Koprivnica, 2021. ISBN 978-953-7986-11-7
- How to Unite the Heavens?, LAP LAMBERT Academic Publishing, Saarbrücken, Germany, 2022. ISBN 978-620-4-98518-3

## Uređene knjige i zbornici
- Umjetnost i mediji, urednici: Sead Alić, Divna Vuksanović i Marin Milković, Sveučilište Sjever i CFM, Zagreb, 2013. ISBN 978-953-7986-02-5.
- Filozofija i mediji, urednici: Hrvoje Jurić i Sead Alić, Hrvatsko filozofsko društvo i CFM, Zagreb, 2014. ISBN 978-953-164-153-1.
- Mediji i javnost, urednici: Sead Alić, Divna Vuksanović i Marin Milković, Sveučilište Sjever i CFM, Zagreb, 2014. ISBN 978-953-7809-25-6.
- Budućnost medija, urednici: Sead Alić, Divna Vuksanović i Marin Milković, Sveučilište Sjever i CFM, Zagreb, 2015. ISBN 978-953-7809-33-1.
- Kreativnost i mediji, urednici: Sead Alić, Divna Vuksanović i Marin Milković, Sveučilište Sjever i CFM, Zagreb, 2016. ISBN 978-953-7809-42-3.
- Mitologija i imaginacija, urednici: Sead Alić i Marin Milković, Sveučilište Sjever i CFM, Zagreb, 2017. ISBN 978-953-7809-51-5.
- Sporedna uloga istine u medijima, urednici: Sead Alić i Marin Milković, Sveučilište Sjever i CFM, Zagreb, 2018. ISBN 978-953-7809-70-6.
- Na Sjeveru s Pavlom Vuk-Pavlovićem, urednik: Sead Alić, Sveučilište Sjever i CFM, Zagreb, 2017. / 2018. ISBN 978-953-7809-74-4.
- Mediji kao središnji problem sadašnjosti, urednici: Sead Alić i Marin Milković, Sveučilište Sjever i CFM, Zagreb, 2019. ISBN 978-953-7809-87-4.
- Media and Communication, urednici: Sead Alić, Marin Milković i Ivana Grabar, Sveučilište Sjever i CFM, Zagreb, 2019. ISBN 978-953-7809-83-6.
- Na Sjeveru s Pavlom Vuk-Pavlovićem, urednik: Sead Alić, Sveučilište Sjever i CFM, Zagreb, 2018. / 2019. ISBN 978-953-7809-92-8.
- Kišević pjesnik vjere u poetsku objavu, urednik: Sead Alić, Bošnjačka nacionalna zajednica za Grad Zagreb i Zagrebačku županiju, Zagreb, 2019. ISBN 978-953-7922-15-3.
- Zrcalo medija, urednici: Sead Alić i Marin Milković, Sveučilište Sjever i CFM, Zagreb, 2020. ISBN 978-953-7986-13-1.
- Media and Communication 2, urednici: Sead Alić i Marin Milković, Sveučilište Sjever i CFM, Zagreb, 2020. ISBN 978-953-7986-12-4.
- MEDIJI –PANDEMIJA –INFODEMIJA,  urednici: Sead Alić i Marin Milković, Sveučilište Sjever i CFM, Zagreb, 2021. ISBN 978-953-7986-29-2.
- Media and Communication 3, urednici: Sead Alić i Marin Milković, Sveučilište Sjever i CFM, Zagreb, 2021. ISBN 978-953-7986-30-8.
- Medijski labirinti, urednici: Sead Alić i Marin Milković, Sveučilište Sjever i CFM, Zagreb, 2022. ISBN 978-953-7986-48-3.
- Media and Communication 4, urednici: Sead Alić i Marin Milković, Sveučilište Sjever i CFM, Zagreb, 2022. ISBN 978-953-7986-49-0.
- Sulejmanpašićeva kritika žurnalizma, urednik: Sead Alić, Bošnjačka nacionalna zajednica za Grad Zagreb i Zagrebačku županiju, 2022. ISBN 978-953-7922-23-8.

## Znanstveni i stručni tekstovi
Svi znanstveni tekstovi su navedeni na.
- Göbbelsova galaktika - galaktika manipulacija, Zeničke sveske, časopis za društvenu fenomenologiju i kulturnu dijalogiku,  br. 6, Zenica, 2007.
- Copy-paste kultura, Od Mehaničke mlade do copy-paste kulture, Filozofska istraživanja 109, Zagreb, 2008.
- Razlozi za filozofiju medija, časopis Mioko: mediji i okolina, Novi Sad, 2008.
- Praksa avangarde i avangarda prakse (McLuhan u svjetlu pojma prakse Gaje Petrovića), zbornik Gajo Petrović – čovjek i filozof, FF press, Zagreb, 2008.
- Filozofija prakse u retrovizoru mediologije, Filozofska istraživanja 111, Zagreb, 2008.
- Perspektiva i mediji (Od Platona do McLuhana), Tvrđa, časopis za teoriju i kulturu,  br. 1-2, Zagreb, 2008. i Vizualna konstrukcija kulture, HFD, Zagreb, 2009.
- Perspektiva slikovnog i verbalnog, Vizura, časopis za savremene vizualne umjetnosti, br. 3-4, Sarajevo, 2008.
- Globalno selo, Filozofska istraživanja 113, Zagreb, 2009.
- Masovno slobodni, Filozofska istraživanja 114, Zagreb, 2009.
- Usmeno i pismeno mediteranske kulture, zbornik Filozofija Mediterana, HFD/Filozofski fakultet Sveučilišta u Splitu, Zagreb 2009.
- Ritualno i plesno pamćenje u usmenoj kulturi, Kultura, br 126, Beograd, 2010.
- Identity and Violence, News and Views (The Journal of the International Academy for Philosophy), Vol. 2, No. 3(27), Yerevan (Armenia) – Athens (Greece) – Berkeley (USA) – Vienna (Austria), 2010.
- Medij jezika, časopis Metodički ogledi, Vol. 17, br. 1-2, Zagreb, 2010.
- Globalizacija i medijska kultura, Komunikacije mediji kultura god II,  Megatrend univerzitet, Beograd, 2010.
- Business politike i medija u dobu zastarjelih pojmova, Zeničke sveske, časopis za društvenu fenomenologiju i kulturnu dijalogiku, br. 11, Zenica, 2010.
- Philosophy of Media - Is the Message, Synthesis Philosophica 50. vol.25 fasc. 2, Zagreb, 2010. i Filozofija i mediji, HFD, Zagreb, 2014.
- Mediji i znanost, zbornik Mediji i znanost, HND, Zagreb, 2011.
- Informiranje ili uniformiranje?, Verodostojnost medija dometi medijske tranzicije, Fakultet političkih nauka, Beograd, 2011.
- Istina iz fotografskog stroja, Kultura, br. 132, Beograd, 2011.
- Istok i Zapad ljudskoga mozga, Sead Alić i Livia Pavletić, Filozofska istraživanja 122, Zagreb, 2011.
- Medijsko sagorijevanje seksualnosti, zbornik radova Fakulteta Dramskih umetnosti 17, Beograd, 2011.
- Čemu filozofija / ako nije filozofija / medija, Kultura, Beograd, 2011.
- Identitet i identiteti, Bošnjačka pismohrana, svezak 11, br. 34-35, Zagreb, 2012.
- Aula est pro nobis, zbornik Novi val i filozofija, Zagreb, Jesenski i Turk, 2012.
- O slobodi determinizmu i tehnodeterminizmu, In medias res, Elektronički časopis In medias res www.centar-fm.org. (str 5-18), Zagreb, 2012.
- Tolstoj i tisak, Tolstojeva upozorenja o mediju tiska, zbornik Kultura i društveni razvoj, Megatrend univerzitet, Beograd, 2012.
- Komunikacijski stampedo, Sarajevski žurnal za društvena pitanja, Vol. 2, br. 2, Sarajevo, jesen/zima 2013.
- Scar(t)face, Behar, časopis za kulturu i društvena pitanja, br. 113, Zagreb, 2013.
- The Synergy of Artistic Approaches within the Opennessof New Media, zbornik Umjetnost i mediji, Medijsko sveučilište i CFM, Zagreb, 2013.
- Masmedijski fundamentalizam – Masmediji kao novo poprište rata (religijskih) stereotipa, Biblioteka Polis, knj. 3. Mediji, religija i nasilje, Centar za istraživanje religije, politike i društva, Novi Sad - Beograd, 2013.
- Tipografska svijest i novinarstvo, Medijski dijalozi, časopis za istraživanje medija i društva, Godina VI, Broj 16, Istraživački medijski centar - Podgorica, 2013.
- Novinar - umjetnik u gladovanju, Medijski dijalozi, Vol. 7, br. 19, Podgorica, 2014.
- Odnos Europe i islama - Kako postaviti pitanje?, časopis Behar, br. 117-118, Zagreb, 2014. i Bošnjačka pismohrana, svezak 13, br. 38-39, Zagreb, 2014. i u Europski glasnik, Godište XX., br. 20., Zagreb 2015., (str. 117-131), pod naslovom „Islam i Europa“.
- Usmenost i pismo u oblikovanju ljudske zajednice, Masmedijski fundamentalizam, Sveučilište Sjever, Koprivnica, 2014.
- Ničeansko novinarstvo, zbornik Mediji i javnost, Zagreb, Sveučilište Sjever i CFM, 2014.
- (Mas)medijski korijeni totalitarizma, Zapisi o totalitarizmu, Osijek, Sveučilište Josipa Jurja Strossmayera u Osijeku, 2014.
- Camuseve sugestije, zbornik Kultura i društveni razvoj (II), Megatrend univerzitet, Beograd, 2014.
- Reformiranje (mas)medija - prijedlozi promjena pravnih, programskih i etičkih dimenzija hrvatskih masmedija, Medijski dijalozi, časopis za istraživanje medija i društva, Godina VII, br. 20, Istraživački medijski centar - Podgorica, 2014.
- Ivan Ladislav Galeta – istraživač medijskog prostora i medijskoga vremena, zbornik Budućnost medija, Sveučilište Sjever i CFM, Zagreb, 2015.
- Seobe nacija u brend, zbornik radova simpozija Odnos religijskog i nacionalnog u identiteu i stvarnosti balkanskih naroda, Bošnjačka pismohrana, časopis za povijest i kulturu Bošnjaka u Hrvatskoj, Zagreb, 2015.
- Informacija ili „upravljanje percepcijom“, Medijski dijalozi, časopis za istraživanje medija i društva, Godina IX, Broj 24, Istraživački medijski centar - Podgorica, 2016.
- Povijest kao instrument zavođenja, Ničeansko Novinarstvo, Sveučilište Sjever, Koprivnica, 2016.
- Torbarenje zaborava, Ničeansko Novinarstvo, Sveučilište Sjever, Koprivnica, 2016.
- Pjevanje vjere (O refleksivnoj i duhovnoj poeziji Enesa Kiševića), zbornik Kreativnost i mediji, Sveučilište Sjever i CFM, Zagreb, 2016.
- Globalni ekran, Logos, časopis za filozofiju i religiju, Vol. 4, No 1, 2016., Logos – Centar za kulturu i edukaciju, Tuzla, 2016.
- Monopol na nemoral, Bošnjačka pismohrana, svezak 15, br. 42-43, zbornik radova Simpozija Gdje je nestao – moral, Zagreb, 2016.
- Globalno ratište i glasovi iz pustinje, Filozofska istraživanja, br. 145 (1/2017.), HFD, Zagreb, 2017.
- Odgovor Abdennour Bidaru na njegovo „otvoreno pismo muslimanskom svijetu“, Bošnjačka pismohrana, svezak 16, br. 44, Zagreb, 2017.
- Postmoderna priča priče o kraju priča, Medijski dijalozi, časopis za istraživanje medija i društva, Vol. 10, br. 27-28, Podgorica, 2017.
- Veliki inkvizitori, DHS-Društvene i humanističke studije: časopis Filozofskog fakulteta u Tuzli, br No. 2/II, Tuzla, 2017.
- Appropriating the Licence to Creativity, Synthesis Philosophica 50. Vol. 32 No. 2, Zagreb, 2017.
- Jezik objave, Filozofska istraživanja, Vol.38 No.1, HFD, Zagreb, 2018.
- Estetička dimenzija filozofije odgoja, zbornik Na Sjeveru s Pavlom Vuk-Pavlovićem, Sveučilište Sjever i CFM, Zagreb, 2017. / 2018.
- Strah od spoznaje izvora (straha), Bošnjačka pismohrana, svezak 17, br. 45, zbornik radova Doprinos islamske civilizacije i kulture Europi, Zagreb, 2018.
- Sjeme pravednije Evrope u zemlji bosanskohercegovačkoj, Zbornik radova sa Simpozija Odgorvorost za kulturu bošnjačkog naroda, Grafis doo, Bužim, 2018.
- Što je nacionalna manjina?, Medijski dijalozi, časopis za istraživanje medija i društva, Godina XI, br. 32., Podgorica, 2018.
- SADizam i Srce, Zbornik radova Naučni skup: Suvremeni izazovi u svijetlu sufijskog nauka, CID BH - Centar za istraživanje i unaprjeđenje duhovne i kulturne baštine u Bosni i Hercegovini, Stolac, 2018.
- Istina je neprofitna, Philosophy of the Media is the Message, Lambert Academic publising, 2019. pod naslovom Nonprofit and profit media.
- Globalism and Culture, The Philosophy of Media is the Message, LAP LAMBERT Academic Publishing, Saarbrücken, 2019.
- Odgoj za odgovornost, zbornik Na Sjeveru s Pavlom Vuk-Pavlovićem, Sveučilište Sjever i CFM, Zagreb, 2018. / 2019.
- Teorijske pretpostavke za kritičko proptivanje i razumijevanje fenomena nacionalnog, Bošnjačka pismohrana, svezak 18, br. 46, zbornik radova simpozija Islam u evoluciji bošnjačkog identiteta, Zagreb, 2019.
- ‘Literary’ Analysis of State (Media) Terrorism in Orwell's 1984, Philosophy International Journal (ISSN: 2641-9130), Vol. 2 No. 1, 2019. i Media and Communication, Zagreb, Sveučilište Sjever i CFM, 2019.
- Secondary Sacredness- Sacredness in an Information-Communication Era, Philosophy International Journal (ISSN: 2641-9130), Vol. 2 No. 2, 2019.
- Philosophical Notes on Cognition and Music, Philosophy International Journal (ISSN: 2641-9130), Volume 2 Special Issue 1, 2019.
- Fotošopiranje svijesti, Eidos - časopis za filozofiju i društveno - humanistička istraživanja, godina III, br. 3, Zenica, 2019.
- Kadriranje islama, zbornik Islam i mediji, Islamska zajednica u Hrvatskoj, Zagreb, 2020.
- Terorizam ekonomije i totalitarizam neslobode, zbornik Filozofija i ekonomija, Hrvatsko filozofsko društvo, Zagreb, 2020.
- Skrivena Agenda, Bošnjačka pismohrana, svezak 19, br. 47, zbornik radova simpozija Bosna i Hercegovina - Hrvatska - Europa Društevno- historijski, politički i kulturološki aspekti, Zagreb, 2020.
- Bezumlje govora mržnje – biološka i kulturna dimenzija, Filozofska istraživanja, Vol. 41 No. 4, HFD, Zagreb, 2021.
- Pad u prozu Uz poeziju Pavla Vuk-Pavlovića, zbornik Integrativna bioetika i aporije psihe, Pergamena d.o.o., Fakultet filozofije i religijskih znanosti sveučilišta u Zagrebu, Znanstveni centar izvrsnosti za integrativnu bioetiku, Zagreb, 2021.
- Virus kao medij, zbornik MEDIJI – PANDEMIJA – INFODEMIJA, Sveučilište Sjever i CFM, Zagreb, 2021. i zbornik Media and Communication 3, Sveučilište Sjever i CFM, Zagreb, 2021. pod naslovom Virus as Medium.
- Je li u BiH moguć diskurs radikalnog humanizma, Bošnjačka pismohrana, svezak 20, broj 48, Zagreb, 2021.
- The Medium of Music, Philosophy International Journal (ISSN: 2641-9130), Volume 4 Issue 1, 2021.
- Tri prsta jedne ruke (Moskva – Beograd – Banja Luka), Bošnjačka pismohrana, svezak 21, broj 49, Zagreb, 2022.
- Glasnogovornicima SANU snova uz dan nezavisnosti BiH, Bošnjačka pismohrana,  svezak 21, broj 49, Zagreb, 2022.
- Embargo na demokraciju, Bošnjačka pismohrana, svezak 21, broj 49, zbornik radova simpozija Daytonska BiH vs ZAVNOBiH, Zagreb, 2022.
- The Bosnian Chalk Circle, Science, Art and Religion, Vol. 1 No. 1, 2022. i zbornik Media and Communication 4, Sveučilište Sjever i CFM, Zagreb, 2022.
- How to unite the Heavens?, Science, Art and Religion, Vol. 1 No. 1, 2022. i zbornik Media and Communication 4, Sveučilište Sjever i CFM, Zagreb, 2022. i u Bošnjačkoj pismohrani Svezak 21, broj 49, Zagreb, 2022. pod naslovom Kako ujediniti nebo?
- Angažirana i kritička ontologija, Praktička ontologija - Povodom 70 godina Lina Veljaka, Hrvatsko filozofsko društvo, Filozofski fakultet Sveučilišta u Zagrebu, Zagreb, 2022.
- Social Roots of Insensibility and Narcissism, Philosophy International Journal (ISSN: 2641-9130), Volume 5 Issue 4, 2022.
- Filozofijsko ishodište Sulejmanpašićeve kritike novinstva/žurnalizma, zbornik Sulejmanpašićeva kritika žurnalizma, Bošnjačka nacionalna zajednica za Grad Zagreb i Zagrebačku županiju, Zagreb, 2022.

## Glazba
- S Ismetom Kurtovićem i još nekoliko glazbenika te pjesnikom Enesom Kiševićem osnovao je grupu ZEFIR.[8]

## Vanjske poveznice
- Osobna stranica Seada Alića
- Hrvatska znanstvena bibliografija: Sead Alić
- BLOG Seada Alića FRAKTALI
- In medias res: časopis filozofije medija (Hrčak - Portal znanstvenih časopisa Republike Hrvatske)